# Andréi Bogoliubski
El príncipe Andréi I el Piadoso de Vladímir, conocido comúnmente como Andréi Bogoliubski (en ruso, Андрей Боголюбский, «Andrés el Que ama a Dios») (h. 1111 – 28 de junio de 1174) fue un príncipe de Vladímir-Súzdal (después de 1157). Era hijo de Yuri Dolgoruki, quien proclamó a Andréi como príncipe de Výshgorod, ciudad del Principado de Kiev. Su madre fue una princesa kipchak, hija del kan Aepa.
Abandonó Výshhorod en 1155 y se trasladó a Vladímir, llevándose el icono bizantino de Virgen de Výshgorod a partir de allí llamada Virgen de Vladímir. Promoviendo el desarrollo de las relaciones feudales, confió en un equipo y en la gente de Vladímir; conectó con el negocio comercial de Rostov y Súzdal. Después de la muerte de su padre (1157) se convirtió en kniaz (príncipe) de Vladímir, Rostov y Súzdal.
Andréi Bogoliubski intentó unificar las tierras de la Rus de Kiev bajo su autoridad. Desde 1159, persistentemente luchó por el sometimiento de Nóvgorod a su autoridad y llevó a cabo un juego militar y diplomático complejo en el Sur de la Rus. En 1169, sus tropas tomaron Kiev. Después de saquear la ciudad incluyendo el robo de muchas obras de arte religiosas, regresó al Norte. Este acto subrayaba el declive en la importancia de esa ciudad. Andréi consiguió el derecho de recibir tributo de la población de Dvínskaya. 
Al convertirse en el «gobernante de toda Suzdalia», Andréi Bogoliubski transfirió su capital a Vladímir, fortaleciéndola, y construyendo la magnífica catedral de la Asunción, la Iglesia de la Intercesión del río Nerl así como otras iglesias y monasterios. Bajo su liderazgo, Vladímir fue muy ampliada y se construyeron fortificaciones alrededor de la ciudad.
Al mismo tiempo, se construyó el castillo en Bogoliúbovo cerca de Vladímir, esta era una de sus residencias favoritas. De hecho, recibió su apodo «Bogoliubski» en honor a este lugar. Durante el reinado de Andréi Bogoliubski, el principado de Vladímir-Súzdal consiguió un poder significativo y fue el más fuerte de los principados de la Rus de Kiev.
La ampliación de la autoridad principesca y el conflicto con los boyardos destacados fue la causa de un complot contra Andréi Bogoliubski, como resultado del cual fue asesinado en la noche del 28 al 29 de junio de 1174. Veinte de sus enojados súbditos entraron en su cámara y lo asesinaron en la cama. Su hacha de guerra incrustada en plata ahora puede verse en el Museo Estatal de Historia (Moscú).
Su hijo, Yuri Bogoliubski, fue el primer esposo de la reina Tamar de Georgia.